# Antoine Leperlier
Antoine Leperlier, né à Évreux le 18 novembre 1953, est un maître verrier français.
Antoine Leperlier s'initie à la pâte de verre avec son grand-père François Décorchemont, étudie la philosophie et les arts plastiques. Il commence sa carrière au début des années 1980 en compagnie de son frère Étienne Leperlier.
Il affirme progressivement son style propre, empreint de réflexions philosophiques sur le temps, mais aussi et surtout sur son matériau, le verre : à travers de nombreux textes et articles, il fustige une académie de l'art du concept qui relègue au métier de l'artisanat l'artiste qui inscrit son œuvre dans une matière à la maîtrise lente et complexe.

## Expositions
- Les acquisitions de l'année 2010, Musée du verre, Conches-en-Ouche, octobre-novembre 2010[1].

## Conservation
- Musée du verre François Décorchemont, Conches-en-Ouche[1].